# Le Manuscrit inachevé
Le Manuscrit inachevé est un roman écrit par Franck Thilliez et paru en 2018 chez Fleuve noir.

## Présentation
Le roman débute par une épigraphe imaginée par Maurice Leblanc dans Arsène Lupin contre Herlock Sholmès :
Sholmès : « Voyez-vous, Wilson, nous nous sommes trompés sur Lupin. Il faut reprendre les choses à leur début. »
Wilson : « Avant même si possible. ».

### Résumé
Aux alentours de Grenoble, une voiture finit sa trajectoire dans un ravin après une course-poursuite avec la douane. Dans le coffre, le corps d’une femme. À la station-service où a été vu le conducteur pour la dernière fois, la vidéosurveillance est claire : l’homme n'est pas le propriétaire du véhicule.
Léane Morgan, institutrice reconvertie en reine du thriller a toujours tenu sa vie privée secrète. Sa vie ? Un mariage dont il ne reste rien sauf un lieu, L’Inspirante, villa posée au bord des dunes de la Côte d’Opale, et le traumatisme de l'enlèvement de sa fille Sarah. L'agression soudaine de son mari va faire resurgir le pire des quatre dernières années écoulées.

### Personnages
- Léane Morgan : l'héroïne, romancière connue sous le pseudonyme masculin d'Enaël Miraure.
- Jullian Morgan : le mari de Léane.
- J.-L. Traskman : fils de Caleb Traskman, l'auteur d'un manuscrit inachevé[n 1].

### Lieux
L'histoire se déroule entre la Côte d'Opale et la région grenobloise.

## Éléments contextuels, analyse
Au travers de l'héroïne, elle-même romancière, l'auteur en profite pour rendre hommage à quelques uns de ses mentors : Stephen King, Maurice Leblanc, Arthur Conan Doyle, Agatha Christie et bien d'autres.
Une énigme faite de mots soulignés a été laissée par Caleb. La nature de ces mots permettrait d'aider à la compréhension finale,.
L'auteur propose une autre fin, la « vraie fin » écrite de la main de Caleb et non de son fils, à la fin de son roman suivant Il était deux fois.